# インドプレート

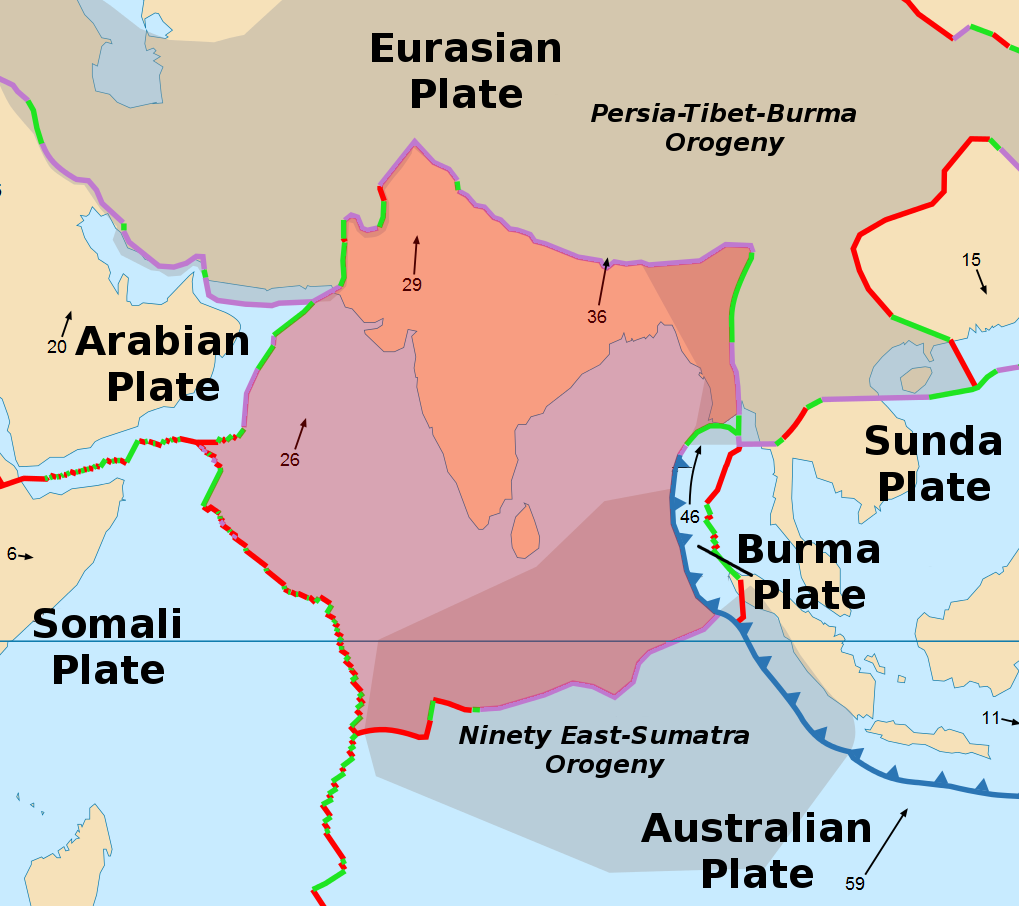
インドプレート

インドプレートは、右端の赤色部

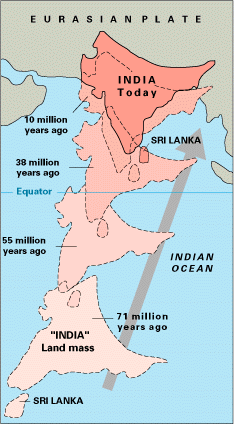
インド亜大陸と北辺のヒマラヤ山脈は、インドプレートとユーラシアプレートの衝突の結果である（濃いピンク色の部分が現代のインド亜大陸）。

インドプレート（Indian Plate）は、ゴンドワナ大陸から分裂してできた地殻構造プレートである。5,000 - 5,500万年前にオーストラリアプレートと融合し、インド・オーストラリアプレートの一部となっていたが、300万年前に再び分裂したと考えられている。

## 歴史
約9,000万年前の中生代白亜紀の後期にインドとマダガスカルを合わせたインド亜大陸がゴンドワナ大陸から分裂し、その後マダガスカルからインドプレートが分裂した。インドプレートは約20cm/年の速度で北へ移動し、5,000 - 5,500万年前の新生代始新世にアジアに衝突した。この間、インドプレートは他のどんなプレートよりも速く移動し、2,000 - 3,000kmもの距離を移動した。インドプレートが速く移動した原因は、2007年にドイツの地質学者らによって解明された。インドプレートは他のゴンドワナ大陸から派生したプレートと比べ、半分ほどの厚さしかなかったのである。また、インド・ネパール間で起こったユーラシア大陸との衝突によって、地殻が盛り上がるようにしてチベット高原とヒマラヤ山脈が形成された。現在、ユーラシアプレートは2cm/年の速度で移動しているのに比べ、インドプレートは北東へ5cm/年の速度で進んでいるため、ユーラシアプレートは歪み、インドプレートは4mm/年ほど圧縮されている。

## 2004年 インド洋大地震
マグニチュード9.3の2004年インド洋大地震は、インドプレートがインド洋東部のビルマ・マイクロプレートの下に6cm/年の速さで沈むことにより生じるプレートの歪みが原因であった。スンダ海溝は、インドプレートとユーラシアプレートが衝突している境界に位置しているので、この周辺で起こる地震は東へ滑り込んでいる沈み込み帯で起こっている。また、2004年12月26日に起こったこの地震も、沈み込み帯により引き起こされたものである。

## 2005年 カシミール地震
2005年10月8日、マグニチュード7.6の地震がパキスタンのカシミール地方で発生した。死者は8万人以上、250万人が家を失った。